# Ignatius Aphrem II Karim
Mor Ignatius Aphrem II Karim (Aramees: ܐܝܓܢܛܝܘܣ ܐܦܪܝܡ ܬܪܝܢܐ ܟܪܝܡ, Ignaṭius Afrem Trayono, Arabisch: مار أغناطيوس أفرام الثاني كريم, Iġnāṭīūs Afrām al-Ṯānī) (Kamishli, 3 mei 1965) is een Syrisch geestelijke en een patriarch van de Syrisch-Orthodoxe Kerk van Antiochië.

## Opleiding
Saʿid Karim stamt uit een Aramese familie. Na het afronden van het primair onderwijs ging hij in 1977 naar het St. Efrem theologische seminarie in Atchaneh (Libanon). 
Na het voltooien van zijn theologische studie in 1982 diende hij gedurende twee jaar het Syrisch-orthodoxe aartsbisdom van Aleppo bij Mor Gregorios Yohanna Ibrahim, aartsbisschop van Aleppo.
Vanaf 1984 tot 1988 studeerde Saʿid Karim bij het koptische theologische seminarie in Caïro, Egypte, waar hij afstudeerde als bachelor in de goddelijkheid.

## Monnik
In 1985 werd Saʿid Karim gewijd tot monnik bij het diaconaat in Egypte; hierbij nam hij de naam Aphrem aan. Later in hetzelfde jaar werd hij in Kamishli gewijd tot priester. Van 1988 tot 1989 was Aphrem Karim zowel secretaris van de patriarch Mor Ignatius Zakka I Iwas als leraar bij het St. Ephrem theologische seminarie in Damascus.
In 1989 begon Aphrem Karim zijn studie aan de universiteit van St. Patrick in Maynooth, Ierland waar hij in 1991 zijn mastertitel behaalde in de theologie en in 1994 zijn doctorstitel in goddelijkheid.

## Metropoliet
Op 28 januari 1996 werd Aphrem Karim gewijd tot metropoliet, waarbij hij de naam Cyrillus aannam. Hij werd benoemd tot vicaris van het patriarchaat voor de Syrisch-Orthodoxe Kerk voor het oosten van de Verenigde Staten.

## Patriarch
Op 30 maart 2014 benoemde de heilige synode Mor Cyrillus Aphrem Karim tot patriarch na het overlijden van patriarch Mor Ignatius Zakka I Iwas. Hij werd geïntroniseerd als patriarch met de naam Ignatius door de Syrisch-orthodoxe mafriaan van India, Mor Baselios Thomas I in de St.Petrus en St.Pauluskathedraal in Maa'ret Saydnaya, Syrië.
Ignatius Aphrem Karim is de 123e patriarch van de Syrisch-Orthodoxe Kerk van Antiochië.